# 罗伯特·巴尔道夫
罗伯特·巴尔道夫（Robert Baldauf，1881年4月22日—1918年5月26日）于19世纪末、20世纪初在巴塞尔大学学习古典语言学。从1904年起，他在法兰克福担任记者，直至1918年逝世。

## 生平
1881年4月22日，罗伯特·巴尔道夫出生在瑞士巴塞尔乡村州瓦尔登堡。在很长一段时间，他都被完全遗忘了，直到几年前才作为所谓年代学批评的一部分被重新发掘。从他的出版物来看，他在巴塞尔大学学习古典语言学，直到1901/1902冬季学期，但并不清楚他获得了什么学位。:1能确定的是，他入学只有两个学期。:1
1904年，罗伯特·巴尔道夫成为著名自由派的《法兰克福报》（现《法兰克福汇报》）的特稿编辑，并一直为该报工作，直至逝世。用西娅·斯特恩海姆的话来说，评论家巴尔道夫是一位“德国国家记者”。《库什纳德国文学日历》2017年列出了法兰克福报的四位专题编辑，其中就包括巴尔道夫。他于1918年5月26日去世，年仅37岁。死因不为人知，但当时西班牙流感正在法兰克福肆虐。
这位语言学家和私人讲师的说法不受限制地被采用，可以追溯到英语系列《历史：虚构还是科学》（History: Fiction or Science）的第二卷。该系列自2003年以来，由俄罗斯数学家和年代学评论家阿纳托利·福缅科领导的工作组在莫斯科大学出版。但早在几年前，乌韦·托珀在其书中就已经提出了一些主张。由于巴尔道夫计划出版的系列出版物中的第一卷是由莱比锡Dykschen Buchhandlung出版的，甚至有人怀疑巴尔道夫根本不是瑞士人。在这种情况下，福缅科再次在无证据的情况下谈到“德国私人讲师罗伯特·巴尔道夫”。

## 工作
巴尔道夫计划出版一套四卷本图书，总标题为《历史与批判——一些批评性评论》（HISTORIE UND KRITIK (einige kritische bemerkungen)）。在1902和1903年，他出版了其中的两卷，先是第四卷，然后是第一卷。然而，其它两卷似乎从未面世。
巴尔道夫称，他检查过的著作大多是近期的赝品。他采取的立场，与当时的普遍学说相反，而且他对此并不回避。他发现，《旧约》历史书籍与中世纪浪漫主义作品，以及荷马的《伊利亚特》之间，存在显著的相似之处。因此他相信《伊利亚特》和流传至今的《圣经》文本都来自中世纪晚期，所谓“远古”并非远古。在他看来，一些古代和中世纪的作品，虽然在时间上相隔几个世纪，但却非常相似，因此他认为它们可能是同一作者的作品，或者至少是同一时期的作品。他在微妙的语言学分析中，使用纯粹的文本批判方法，得出了与让·哈杜安相似的结论。哈杜安比巴尔道夫早200多年，是法国耶稣会士和博学者，他研究了圣加仑修道院图书馆的著作。但巴尔道夫似乎并不知道他，至少没有在任何地方提到过他。
但与哈杜安类似，他并没有质疑时间本身的计算，正如所谓的年代学批评家所做的，例如德国的赫里伯特·伊利格和乌韦·托珀，以及俄罗斯的阿纳托利·福缅科——当然，我们仍能在他和哈杜安身上看到同样的思想和精神。巴尔道夫在其独特的正字法中几乎一致地使用小写字母，明确表示他对“重新编排”（Neuordnung）年表根本不感兴趣，而只对所谓古代或中世纪著作的重新确定日期（Neudatierung）感兴趣：
 在13世纪末以前，基督教只存在于传统中，这种传统深受日耳曼诸神信仰世界的影响，而意大利圣经作者则借鉴了这种基督教传统，并穿插了日耳曼异教元素。:98
巴尔道夫在第四卷中对古代诗歌的研究表明，一些古代诗人使用的格律和韵律与中世纪游唱诗人相似。巴尔道夫确信贺拉斯的诗句起源于中世纪，并指出在表达和韵律上受到德国（小节韵）和意大利的影响。此外根据巴尔道夫的说法，贺拉斯和奥维德的诗歌之间存在很大的相似之处（尽管他们可能并不知道彼此的存在），因此他得出结论，两人的作品都是由第三者写的——显然是很久以后。古典语言学解释说，罗马文学深受希腊模式，尤其是荷马著作的影响，而《伊利亚特》和《奥德赛》中使用的主题至今仍影响着所有西方文学。
对于意大利人文主义者在德国修道院图书馆的轰动发现，巴尔道夫对其描述提出了严重质疑。他深入研究了著名的瑞士本笃会圣加仑修道院的历史，据说该修道院拥有当时世界上最大、最古老的图书馆之一。
事实上，在文艺复兴时期，它更像是一座完全破败的修道院，整个修道院只有两名没有受过教育的贵族——修道院院长海因里希·冯·贡德尔芬根和教务长格奥尔格·冯·恩内（Georg von Enne）。:6—19在研究过程中，巴尔道夫发现了有三个人可能窃取书籍的痕迹，他们是意大利人文主义最丰富多彩的人物之一、文艺复兴时期学者波吉欧·布拉乔利尼，以及辛修斯·鲁斯蒂库斯（Cincius Rusticus）和巴托洛梅奥·德·蒙特·波利蒂亚诺（Bartolomeo De Monte Politiano）。这三人都是受过高等教育的、人脉广泛的、罗马教廷的仆人。据说1415年冬天，他们从这座修道院图书馆偷走了，或者只是复制了手稿和书籍，这些书籍在当时和现在都被认为是古老的。
我们不知道当时到底发生了什么。甚至报告中的作品数量也相差很大——波吉欧本人谈到了三位作者的书；在其威尼斯赞助人弗朗西斯科·巴巴罗的一封信中谈到了更多内容，一份当代期刊称这些书籍或手稿可以装满“两辆马车”。:16:38—43然而，在三名罗马人中，只有波吉欧后来谈到了“大堆的书籍”堆在“塔楼的地板上。那塔楼就像可怕而黑暗的地牢，即使是被判死刑的人也不应该被驱逐到那里。”他所说的，指的是只有他想进入的修道院塔楼。:16:40
“众所周知，人文主义信件是一种独立的信件类型。但正是这种‘特殊性’脱颖而出，”巴尔道夫对当代这些不透明的事件冷冷地评论道。:16一部《戈茨豪斯圣加仑编年史》（chronik des Gotzhaus St. Gallen），没有任何关于大型图书馆或书籍宝藏的记录。但它确实提到了修道院院长海因里希，他在访问罗马后仅两年就被免职：“主是无知的，他思想放荡。”上面写道：“并在康斯坦茨议会中被废黜”。但前几个世纪的圣加仑修道院院长也好不到哪里去，因为只有贵族才有可能领导修道院。例如，海因里希的前任“不道德的库诺·冯·斯托费尔恩”（Cuno von Stoffeln，1411年去世），或更早的前任“愚蠢的希尔德博尔德”（Hildebold，1328年去世），都是典型的未受过教育的封建教士。他们认为自己的修道院仅仅是一种恩赐，可以通过这种方式获取好处，把钱装入自己的口袋。“他们很无知，连1291年的住持篇章都写不下来；另一方面，他们在马厩、打猎、宴会和军事征战中度过了艰苦的生活，最终没有留下任何痕迹。精神生活本身更重要。”
一年后，巴尔道夫在莱比锡发表了其批判的第一卷，副标题为《圣加仑的修士》（Der Mönch von St. Gallen）。巴尔道夫试图通过文本批判性分析和对选定文本段落的比较来证明，仅有的保存不完整的作品《桑加勒修道士讲述查理曼大帝的功绩》（Monachus Sangallensis de gestis Karoli Magni）通常被认为是圣加仑修道士诺克一世的作品，但实际上并非来自加洛林时期，而是来自11世纪。圣加仑修道士埃克哈德四世在该世纪撰写了这本书，他是唯一记录此事的人。但即便如此，根据巴尔道夫的说法，他在检查手稿中发现了一些罗马语言特有的表达方式，这种方式似乎与两个声称的日期（一个可以追溯到九世纪，另一个可以追溯到十一世纪）都不相符。除此之外，他还发现了明显更晚时代的段落，例如：无聊故事中有些事情发生在公共蒸汽浴室（这种事物当时甚至并不存在，因为欧洲人直到收复失地运动后期才知道它们），甚至暗指宗教裁判所。
第四卷在168页后突然结束，就像未完成一样，甚至连所使用的文献都没有单独列出，这与第一卷形成了鲜明对比。第四卷印刷得很仓促，给人的感觉是作者自费匆忙印成的。:2
他在书中总结了其研究成果。第四卷有以下文字：“荷马、埃斯库罗斯、索福克勒斯、品达、亚里士多德的年代更接近一些。他们大概都是同一个世纪的人。但他们的故乡肯定不是古希腊，而是14、15世纪的意大利。我们的罗马人和希腊人是意大利的人文主义者。……再说一次：写在莎草纸和羊皮纸上的希腊人和罗马人的历史，完全是意大利人文主义的巧妙伪造，而刻在黄铜和石头上的历史很大程度上也是。”但巴尔道夫在其书中只粗略地涉及了埃斯库罗斯、索福克勒斯、品达和亚里士多德，更多地则是以荷马作为证据，证明诺克一世及其作品是后一个世纪的发明。:97这两本书仍然是非常零散的成果，但这并不能充分支持作者从中得出的影响深远的结论。他的观点遭到了当代历史学家的反对。
从他担任《法兰克福报》专题编辑时起，关于阿图尔·施尼茨勒、奥古斯特·斯特林堡、弗兰克·韦德金德和勒内·席克尔戏剧的各种文章（署名缩写为rb）就广为人知，但并没有广泛的出版物。

## 作品
- 罗伯特·巴尔道夫.  [历史与批判 第4卷 古代 C. 度量和散文]. 巴塞尔: Universitätsdruckerei Friedrich Reinhardt. 1902 （德语）.
  - 影印版：. 德里: Isha Books（即Gyan Books）. 2013. ISBN 978-93-331-6373-6.
- 罗伯特·巴尔道夫.  [历史与批判 第1卷 圣加仑的修道士]. 莱比锡: Dyksche Buchhandlung. 1903 （德语）.
  - 影印版：. 德里: Isha Books（即Gyan Books）. 2013. ISBN 978-93-331-5060-6.
- 罗伯特·巴尔道夫.  [舞台上的阿尔萨斯问题：雷内·席克尔的戏剧《汉斯在施纳肯洛赫》在法兰克福新剧院首演]. 法兰克福报 (351). 1916-12-19 （德语）.